# Gustavo Lorca
Gustavo Lorca Rojas (Valparaíso, 9 de junio de 1921-Viña del Mar, 30 de octubre de 2013)fue un abogado, académico y político chileno, militante del Partido Liberal (PL), Partido Nacional (PN) y de Renovación Nacional (RN). Fue diputado de la República en representación de la 6ª agrupación departamental (Quillota, Valparaíso e Isla de Pascua), desde 1965 hasta 1973, durante tres periodos consecutivos, y alcalde de la Municipalidad de Viña del Mar entre 1958 y marzo de 1964.

## Biografía
Nació en Valparaíso el 9 de junio de 1921. Hijo de Alfredo Lorca Prieto y Amalia Rojas Guzmán. Se casó con Isabel Riofrío Bustos y tuvo tres hijas: Marcela, Cecilia y Patricia.
Realizó sus estudios secundarios en el Colegio de los Sagrados Corazones de Valparaíso. Luego de finalizar su etapa escolar ingresó a la Universidad de Chile (sede Valparaíso) donde se tituló de abogado con la presentación de la memoria “La administración comunal”. Juró como abogado ante la Corte Suprema de Justicia el 12 de enero de 1944.
A partir de entonces iniciaría su labor académica como jefe de trabajo en la asignatura de Derecho Público, siendo aún estudiante. Una vez titulado, ejerció como profesor en la asignatura de Historia Constitucional y Derecho Romano en la Universidad de Chile y de Derecho Económico en la Universidad Católica y en la Universidad Adolfo Ibáñez. Paralelamente, ejerció como abogado de la Municipalidad de Viña del Mar a partir de 1944 y de diversas empresas de Valparaíso, así como juez partidor y árbitro de importantes asuntos particulares.
En el ámbito laboral, también se desempeñó como secretario abogado de la Fundación Casas para Obreros Ramón Nieto, fue abogado en 1975 de Astilleros y Maestranzas de la Armada (ASMAR). Entre otras actividades, fue miembro de la Junta Directiva de la Universidad de Valparaíso y de la Universidad Adolfo Ibáñez. Abogado integrante de la Corte de Apelaciones del Trabajo.
En sus últimos años, ejerció su profesión de abogado y fue designado árbitro por el Centro de Arbitraje y Mediación de la Región de Valparaíso.

## Carrera política

### Inicios y alcalde de Viña del Mar
Inició sus actividades políticas durante la época de estudiante universitario a comienzos de la década de 1940 siendo electo presidente del Centro de Alumnos de la Escuela de Derecho. Posteriormente se integró al Partido Liberal, llegando a ejercer el cargo de vicepresidente, en cuyas filas apoyó la candidatura de Eduardo Frei Montalva en las elección presidencial de 1964.
En 1958 fue designado alcalde de Viña del Mar por el entonces presidente de la República Jorge Alessandri Rodríguez, cargo que desempeñó hasta marzo de 1964. En su mandato, le encargó al entonces director del Departamento de Turismo y Relaciones Públicas de la Municipalidad, Carlos Ansaldo, la creación del Festival Internacional de la Canción de Viña del Mar.
Paralelamente, en 1963 fue elegido regidor por la misma ciudad con una alta votación. En el ejercicio de este cargo, tuvo participación en la dictación de la ley 13364, presentada por el diputado Edmundo Eluchans, relacionada con la contratación de empréstito a favor de la Municipalidad de Viña del Mar y así pudo proponer a la Comisión de Régimen Interior del Senado la disposición que permite resguardar el borde costero de esa comuna exigiendo diversas aprobaciones para intervenirlo.

### Diputado

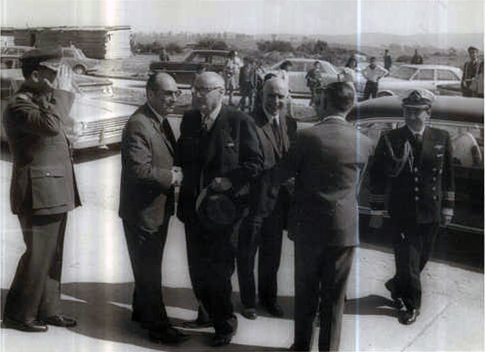
Lorca recibiendo a Jorge Alessandri.

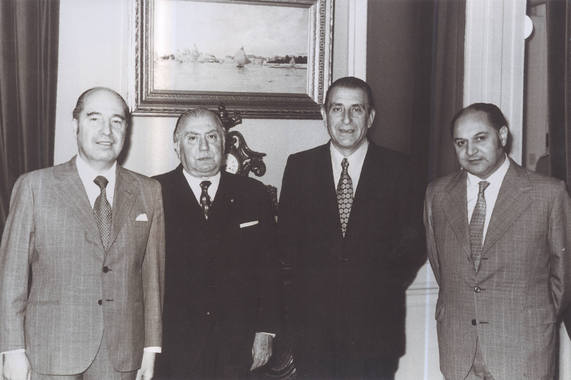
Lorca junto a otros políticos, entre ellos, Eduardo Frei Montalva.

En 1965 fue elegido diputado por la Sexta Agrupación Departamental de "Quillota, Valparaíso e Isla de Pascua", período 1965 a 1969; integró la Comisión Permanente de Constitución, Legislación y Justicia, la de Vías y Obras Públicas; la de Gobierno Interior y la de Economía. Miembro de la Comisión Especial Investigadora del Problema Universitario en 1969; Especial Investigadora de la Marina Mercante en 1967; y Especial Investigadora de la Empresa Industrial El Melón, 1967 y 1968. El 21 de mayo de 1965 presentó tres proyectos de ley relativos a empréstito a favor de la Municipalidad de Viña del Mar y uno relativo al saneamiento de los barrios altos de esa comuna y de Valparaíso, ley que fue aprobada por amplia mayoría, y que permitió contratar con el Banco Interamericano de Desarrollo (BID), un préstamo por cinco millones de dólares que hizo posible urbanizar unas cuarenta poblaciones en el sector alto.
En 1966, siendo vicepresidente nacional del Partido Liberal, junto con Jorge Errázuriz, presidente del mismo, Nicanor Allende y Miguel Otero, le correspondió firmar el acuerdo con el Partido Conservador y la Acción Nacional para crear el Partido Nacional; fue elegido vicepresidente en representación de la bancada parlamentaria.
En 1969 fue reelecto diputado, por la misma Sexta Agrupación, período 1969 a 1973; integró la Comisión Permanente de Constitución, Legislación y Justicia; y la de Hacienda. Miembro de la Comisión Especial Investigadora de la Industria Carozzi, 1969 y 1970. Fue nombrado primer vicepresidente de la Cámara de Diputados, 23 de mayo de 1973; intervino en la Comisión de Estudio de la nueva Constitución donde le tocó, entre otros, proponer y defender con decisión la creación del recurso de protección de todas las garantías constitucionales. Entre las mociones presentadas que se convirtieron en ley de la República está la ley 17257, del 13 de diciembre de 1969, sobre Federación Chilena de Remo Amateur, aportes, concesión; y ley 17180, del 16 de noviembre de 1969, relativo a Contratación de empréstito para la Municipalidad de Algarrobo.
En 1973 fue nuevamente electo diputado, por la misma Agrupación Departamental "Quillota, Valparaíso e Isla de Pascua", período 1973 a 1977; integró la Comisión Permanente de Constitución, Legislación y Justicia; y la de Defensa Nacional, Educación Física y Deportes. El golpe militar del 11 de septiembre de 1973, puso término anticipado al período. El decreto ley 27, del 21 de septiembre de ese año, disolvió el Congreso Nacional y declaró cesadas las funciones parlamentarias a contar de la fecha.

### Rol en la dictadura militar
Sin ejercer un cargo público durante la dictadura militar, a partir de 1976 participó esporádicamente en la Comisión encargada de redactar la Constitución de 1980. En 1987 fue parte del comité que creó el partido Renovación Nacional y ocupó la presidencia de éste en la región de Valparaíso; además, fue miembro de la Comisión Política y del Tribunal Supremo del partido.

## Historial electoral

### Elecciones parlamentarias de 1973
- Diputado por la Sexta Agrupación Departamental (Valparaíso, Quillota e Isla de Pascua).